# 建築技術
現今的建築技術，如無偷工減料或意外，一般建築物都有50至60年可用年期，甚至可達80年。

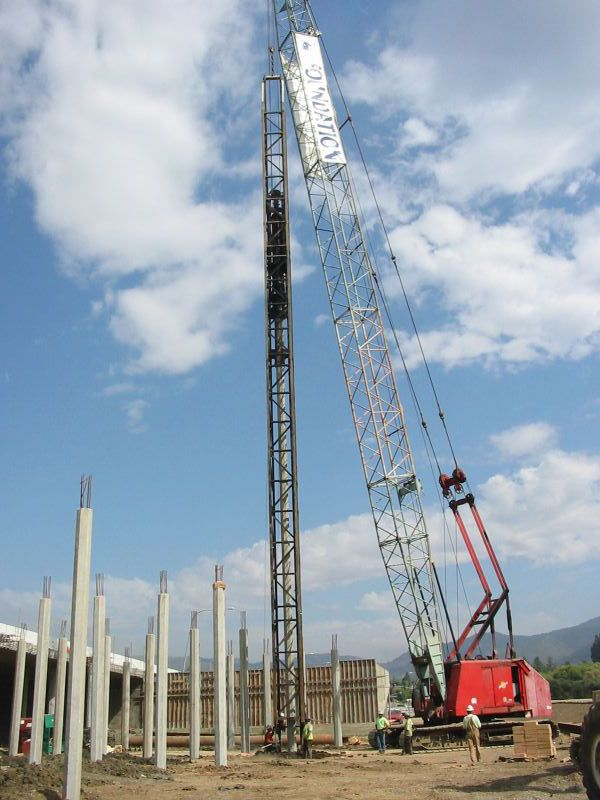
打樁機

預製組件建築

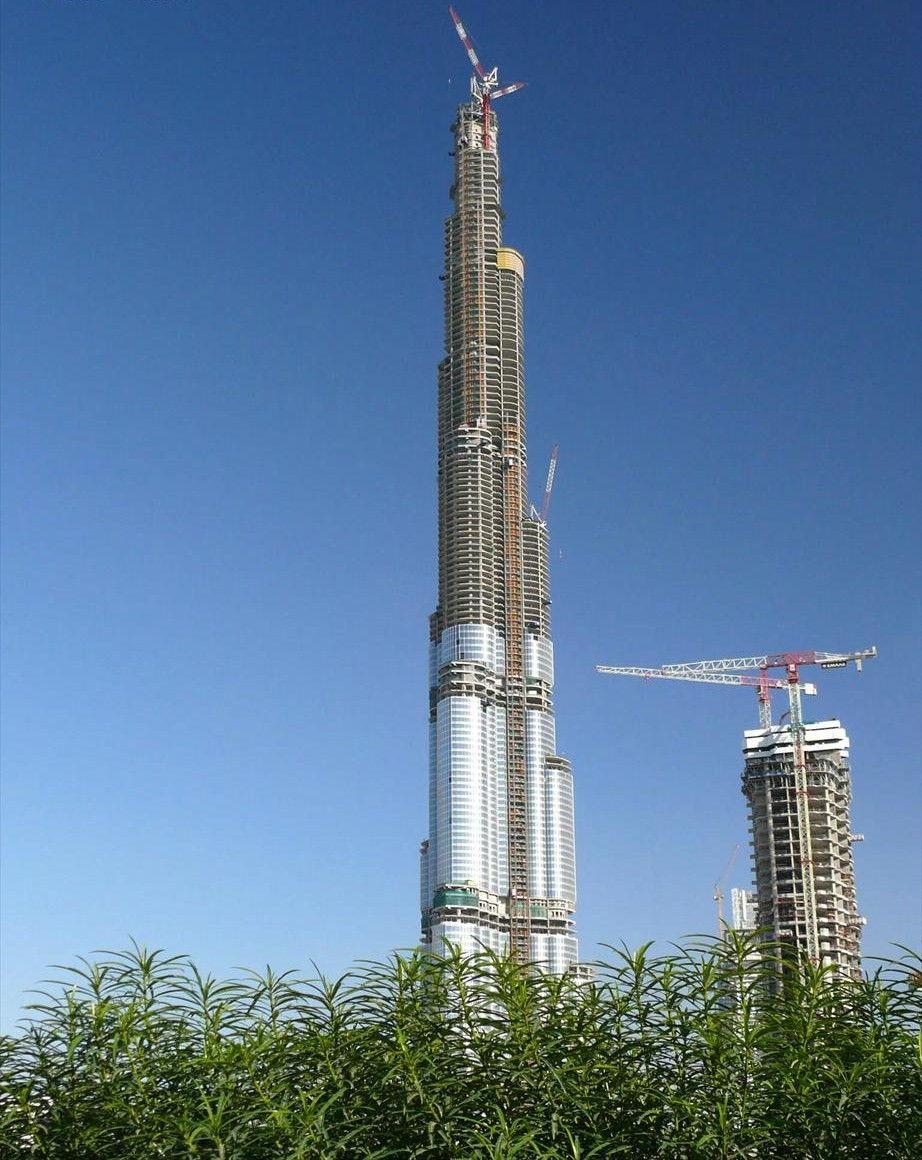
樓面面積由下至上遞減

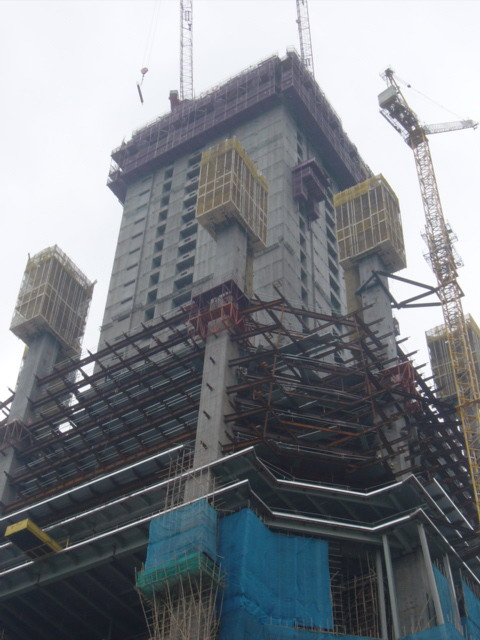
Mies Van der Rohe模式

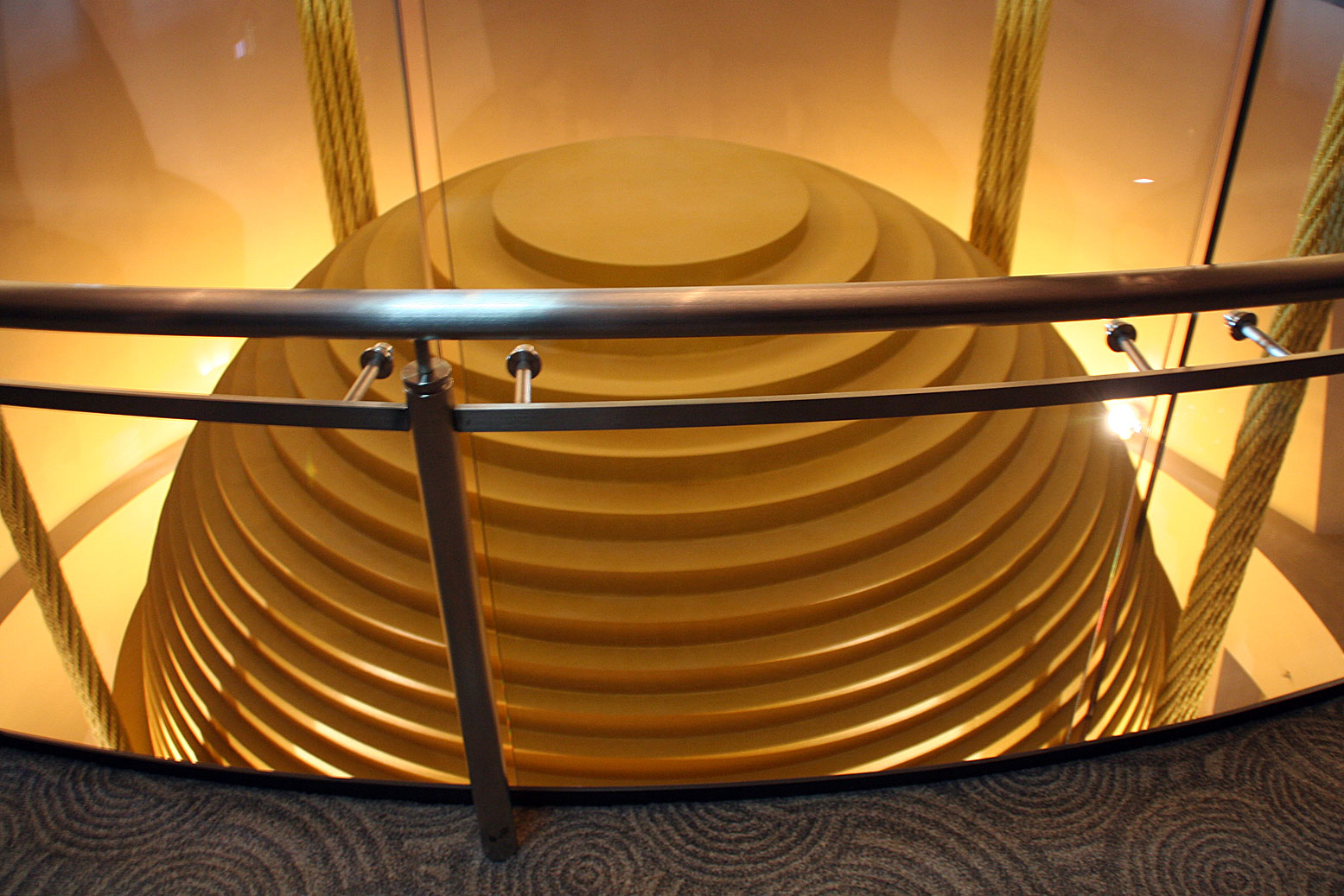
調諧質塊阻尼器

## 鋼筋混凝土
混凝土受壓力強；但拉力弱，所以需要配合鋼筋來加強拉力，另一種常用的建築材料是工字鐵,工字鐵的受壓力和拉力都很強，而且比混凝土輕一點，所以巴黎鐵塔和東京鐵塔都是用工字鐵作為主要材料，但壞處是耐火度低，鋼鐵熔點大約在600度左右，鋼的硬度便會減少一半，但火場一般都會有1800度的高溫，因此便需要加上一層混凝土作為保護，因為混凝土要在2000度左右才會燒熔。

## 樁基礎
主要用於地質條件較差或者建築要求較高的情況,按照基礎的受力原理大致可分為摩擦樁和承載樁
- 摩擦樁:利用地層與基樁的摩擦力來承載構造物並可分為壓力樁及拉力樁，大致用於地層無堅硬之承載層或承載層較深
- 端承樁:使基樁座落於承載層上（岩盤上）使可以承載構造物。

按照施工方式可分為預製樁和灌注樁。
- 預製樁：通過打樁機將預置的鋼筋混凝土樁打入地下。優點是材料省，強度高，適用於較高要求的建築，缺點是施工難度高，受機械數量限制施工時間長。
- 灌注樁：首先在施工場地上鑽孔，當達到所需深度後將鋼筋放入澆灌混凝土。優點是施工難度低，尤其是人工挖孔樁，可以不受機械數量的限制，所有樁基同時進行施工，大大節省時間，缺點是承載力低，費材料。

## 預製組件(precast)
預製組件又名「積木樓」,預製組件的建築方法,就是將前期工序,由地盤移至平地上進行,現時預製組件技術已提升至立體式層面，由內外牆身、地台瓦仔及浴缸等，預先製成，然後運到地 盤組裝，單位便基本完成 
在地盤施工時,較難監控的釘板、紮棚及泥水等工序,以及天雨的影響都一一解決,施工時間較傳統建築快3個月,同時,聘用非技術勞工的開支也減少15%,組件預 設接合位,如牆身開洞,預留去水位等,方便有效率地組裝,加上預製件已裝上窗框,在廠房經水力測試,減少滲漏機會,牆身會較平滑,免卻後期的批盪,底板地台以半預製式造成，平整度提高
預製組件不但減少了搭棚,工作風險也可降低,過程中,不會再激起漫天塵埃,也毋須耗用棚架和帆布全天候把地盤包圍,混凝土攪拌時的嘈音也隨之消失,經倒模生產的組件,較工人於現場逐一建造更能控制品質,從而減少日後保養的麻煩,亦可減少物料損耗
- 預製外牆 （页面存档备份，存于）
- 預製樓梯 （页面存档备份，存于）
- 垂直綠化預製組件
- 隔音預製組件 （页面存档备份，存于）

## 鋼筋混凝土柱樑框架結構
最常見用於學校、工廠、唐樓、但用此建築技術的建築物很難超過二十層
- 優點:
  - 節省建築物料
  - 穩固
  - 能盡量減少內柱，使空間更實用
- 缺點:
  - 若果樓下誤拆主力柱，地下塌下後會拉動上層，做成「級聯效應」的結構性崩壞，裂痕不斷向上層蔓延，最終倒塌(參見馬頭圍道唐樓倒塌事故)

## 無樑樓板結構
無樑樓板於台灣戰後初期部份的現代建築出現過一陣子,但因為台灣常震區,所以後來慢慢轉行為柱樑系統,無樑樓板的特色在於樓板會較一般的建築來的厚,一般建築約12-15公分,無樑樓板約20-25公分
- 優點:
  - 穩固
  - 沒有內樑,電線管也不再受穿樑的困擾;若是住宅,完全看不到樑,看起來很美觀,幾乎可以免裝潢
- 缺點:
  - 浪費建築物料於樓板上
  - 若果內柱強度不足(受到改建、破壞或設計錯誤)，內柱不能承托週邊樓板，做成「貫穿剪力」引致結構性崩壞，樓板撕裂造成向下層崩潰，最終倒塌(參見三豐百貨店)

## 樓面面積由下至上遞減
是透過減少上層的面積來減少擺動的幅度,因為當大樓愈高所承受的風力就自然愈強(擺動幅度=力x高度),大樓擺動就愈高,因此要透過減少上層的面積來減少擺動的幅度

## Mies Van der Rohe模式
是大廈的建築結構，主樓內部由鋼筋混凝土的「巨型核心筒」剪力牆系統構建, 把電梯槽放在摩天大廈中間, 而由於電梯槽需要一定厚度的混凝土牆作耐火度的保護, 大約70cm厚的混凝土牆亦同樣作為結構的主要部份, 而柱便放在四周來支撐樓板,這一個模式在1948年發明之後, 一直沿用至今.,現在香港所有的商業大廈(如IFC,港島東中心)都是在這個模式下演進,由於Mies van der rohe所設計的商廈主要都在芝加哥, 因此芝加哥便亦因此成為摩天大廈發源地

## 調諧質量阻尼器(tuned mass damper)
主要是安放在建築物的較高層位置，是鐘擺形式運作，阻尼器是一個大約數百噸重的混凝土塊，四邊用彈簧連接，當有外力傳於建築物，建築物的擺動會將能量傳到阻尼器，令阻尼器同時擺動。經過計算的阻尼器會產生相反的擺動，這相反的擺動剛好與建築物的擺動不同，外力因此抵消。不少摩天大樓(如臺北101,曉廬)都應用這系統。

## 外部連結
建築技術